# 谋杀，怪事与婚姻
《谋杀，怪事与婚姻》（英語：A Murder, a Mystery, and a Marriage）是由美国作家马克·吐温创作的短篇小说。这本书在1945年出版了一个非常短且的未经授权的版本，直到2001年才出现了授权版本。

## 创作和出版背景
最初，马克·吐温向威廉·迪恩·豪威尔斯提议，他们要寻找包括他在内的12位作家，每人为同一情节写一部短篇小说。后来又有人提出了类似的计划但被吐温拒绝，这一计划最终促成了《The Whole Family》。《谋杀，怪事与婚姻》的计划失败了，只有吐温一人完成了这一作品。
最终的手稿直到被卢·D·费尔德曼（Lew D. Feldman）买下才得以出版。费尔德曼认为他拥有原稿的所有出版权。为了验证这一想法，1945年，他出版了16册限量印刷版。此案一直进行到美国联邦上诉法院，才确定了“手稿的所有权不包括出版权”。
直到2001年，《谋杀，怪事与婚姻》才在《大西洋》得以出版，为W·W·诺顿版（ISBN 0393043762）。

## 情节
故事发生在小镇鹿吻（Deer Lick），贫穷的农民约翰·格雷想把女儿玛丽嫁给一个富裕家庭的后代休·格雷戈里。但他了解到，玛丽可以指望从她叔叔戴夫那里得到更大的遗产，戴夫是约翰的弟弟但二者互相厌恶，他们已经争吵多年。因为戴维·格雷讨厌休·格雷戈里，所以获得遗产的前提是玛丽和休不能结婚。于是约翰·格雷禁止休嫁给玛丽。
突然一个陌生人出现了，他昏迷在了雪地里。他叫乔治·韦恩，但很快就有传闻说他实际上是一位名叫枫丹白露的法国伯爵。他爱上了玛丽，但她为休感到悲伤。在与休·格雷戈里发生争执后，戴夫·格雷被谋杀，休因证据充足而被判处死刑。玛丽从被谋杀的叔叔那里继承了一笔财产，但她父亲阻止她与被拘留的休进行交流，她最终同意嫁给伯爵。然而，在婚礼当天，事实证明伯爵是罪魁祸首：与此同时，休被从刑台上救了出来，葬礼也被打断了。